# Planetella davisi
Planetella davisi är en tvåvingeart som först beskrevs av Ephraim Porter Felt 1921.  Planetella davisi ingår i släktet Planetella och familjen gallmyggor.
Artens utbredningsområde är New York. Inga underarter finns listade i Catalogue of Life.